# Rogue (série télévisée)
Pour les articles homonymes, voir Rogue.
Rogue ou Solitaire (Québec) est une série télévisée canadienne et britannique en cinquante épisodes de 50 minutes créée par Matthew Parkhill et diffusée entre le 3 avril 2013 et le 25 mai 2017 sur The Movie Network ainsi qu'Audience Network aux États-Unis.
Au Québec, la série est diffusée à Super Écran et rediffusée à l'hiver 2015 sur Investigation. Elle est inédite dans les autres pays francophones.

## Synopsis
Grace est une policière tourmentée car elle est persuadée d'être responsable de la mort de son fils. Depuis, elle cherche des réponses à ses questions tout en enquêtant.

## Distribution

### Acteurs principaux
- Thandie Newton (VQ : Violette Chauveau) : Grace Travis (saison 1-2 - récurrente saison 3)
- Sarah Jeffery (VQ : Célia Gouin-Arsenault) : Evie Travis (saison 1-2 - récurrente saison 3)
- Sarah Carter : Agent Harper Deakins (depuis la saison 3)
- Michael Murphy (VQ : Marc Bellier) : George Kelly (depuis la saison 3)
- Cole Hauser (VQ : Daniel Roy) : Ethan (depuis la saison 2)
- Richard Schiff (VQ : Jacques Lavallée) : Marty Stein[3] (depuis la saison 3)
- Bianca Lawson (VQ : Catherine Brunet) : Talia Freeman[3] (depuis la saison 3)
- Derek Luke (VQ : Alexandre Fortin) : Marlon Dinard[3] (depuis la saison 3)
- Ashley Greene (VQ : Rachel Graton) : Mia Levesque[4] (saison 4)
- Neal McDonough : Casey Oaks (saison 4)

### Anciens acteurs principaux
- Kavan Smith (VQ : Frédéric Paquet) : Tom Travis
- Joshua Sasse (VQ : Adrien Bletton) : Alec Laszlo (saison 1)
- Marton Csokas (VQ : Patrick Chouinard) : Jimmy Laszlo (saison 1)
- Leah Gibson (en) (VQ : Véronique Marchand) : Cathy Laszlo (saison 1)
- Claudia Ferri (VQ : Hélène Mondoux) : Sophia Hernandez (saison 1)
- Matthew Beard (VQ : Maxime Desjardins) : Max Laszlo (saison 1)
- Ian Tracey (VQ : Louis-Philippe Dandenault) : Lucas « Mitch » Mitchel (saison 1)
- Jarod Joseph (VQ : Frédérik Zacharek) : Nicholas Fleming (saison 1)
- Ian Hart (VQ : Frédéric Desager) : Buddy Wilson (saison 1)
- Andrea Roth : Marlene (saison 2)
- Clare Higgins (VQ : Chantal Baril) : Vivian (saison 2)
- Alec Newman (VQ : François Godin) : Ray Williams (saison 2)
- Brendan Fletcher (VQ : Hugolin Chevrette) : Spud (saison 2)

### Acteurs récurrents
- Martin Donovan (VQ : Daniel Picard) : Richard Campbell (saison 1-3)
- Philip Granger : Joe
- Jonathan Holmes (VQ : Paul Sarrasin) : Lloyd
- Michael P. Northey (VQ : Stéphane Rivard) : Sean
- Rupert Evans (VQ : Gilbert Lachance) : Elliott
- Keith Dallas : Pinky
- Rachel Shelley (VQ : Mélanie Laberge) : Shelley
- Brittney Wilson (VQ : Kim Jalabert) : Connie
- Keenan Tracey (VQ : Léo Caron (saison 1) et François-Nicolas Dolan (saison 2)) : Billy
- April Telek (VQ : Isabelle Leyrolles) : Donna
- Toby Levins : Walt
- Clayne Crawford : Danny « Cheat » Chetowski
- Aleksa Palladino : Sarah
- William Earl Brown (en) : Charlie
- Nikohl Boosheri : Bridget
- Tasya Teles : Kendra
- Paul Jarrett : Flores
- Kira Clavell : Kim
- Kennedi Clements (en) : Ruby
- Danny Wattley : Détective Lee
- Marco Soriano : Julian Chisari
- Dante Lee Arias : Sam
- Janet Kidder : Nancy
- Diana Ha : Grand-mère Lee
- Jaren Brandt Bartlett : Hector
- Richard Harmon : Lee
- Johnson Phan : Black Shirt Elite #1
- Jerry Rector : Ted Baumann

 Source et légende : version québécoise (VQ) sur Doublage.qc.ca

## Production
Le tournage de la première saison a débuté en août 2012.
En août 2013, l'acteur Cole Hauser a été ajouté à la distribution principale alors qu'Andrea Roth a obtenu un rôle récurrent pour la deuxième saison.

## Épisodes

### Première saison (2013)
1. L'Aquarium (The Aquarium)
2. Boule de feu (Fireball)
3. La Chanson de Cathy (Cathy's Song)
4. Doux-amer (Sweet and Sour)
5. Hawala (Hawala)
6. Le Deuxième Amendement (The Second Amendment)
7. titre français inconnu (Rumpus)
8. Une maison n'est pas un foyer (A House Is Not A Home)
9. À la recherche du dragon (Chasing The Dragon)
10. titre français inconnu (Killing Grace)

### Deuxième saison (2014)
Le 11 juin 2013, la série a été renouvelée pour une deuxième saison de dix épisodes diffusée depuis le 28 mai 2014 aux États-Unis et le 5 juin 2014 au Canada.
1. Sex, Drugs, Rock 'N Roll
2. Saints of the Dead
3. You Just Get Used to It
4. Hooker
5. Cruising
6. Killing an Arab
7. The Last Supper
8. Better Red than Dead
9. Oh Sarah
10. Coup de Grâce

### Troisième saison (2015-2016)
Le 12 août 2014, la série a été renouvelée pour une troisième saison de vingt épisodes en deux parties. La première partie a été diffusée à partir du 24 juin 2015 et la deuxième dès le 23 mars 2016, aux États-Unis.
1. The White Guy
2. The Chandelier Man
3. Justice
4. Dirty Laundry
5. The Fountain
6. Lights Out
7. Mea Culpa
8. Oysters But No Pearls
9. Chicagoland
10. Beyond Judgment
11. New Shooter
12. Hardboiled
13. Baggage
14. Halfway Burnt
15. The Dime Tour
16. Choking the Root
17. The Wheelbarrow
18. Close to Heaven
19. How to Treat Us
20. A Piece of Wood

### Quatrième saison (2017)
Le 1er août 2016, la série a été renouvelée pour une quatrième et dernière saison de dix épisodes, diffusée à partir du 22 mars 2017, aux États-Unis.
1. Maria, Full of Grace
2. How the Light Gets In
3. Lost Hope
4. The Determined and the Desperate
5. Pool Boy
6. Elk
7. Bifocals
8. Sunny Side Down
9. The Third Man
10. A Good Leaving Alone